# Satz von Ryll-Nardzewski
Der Satz von Ryll-Nardzewski ist ein Satz aus der Modelltheorie, einem mathematischen Teilgebiet der Logik. Er charakterisiert {\displaystyle \omega }-kategorische Theorien. Benannt ist er nach dem polnischen Mathematiker Czesław Ryll-Nardzewski.

## Satz von Ryll-Nardzewski
Sei {\displaystyle {\mathcal {T}}} eine vollständige Theorie über einer abzählbaren Sprache. Mit {\displaystyle S_{n}(T)} wird der Raum der vollständigen {\displaystyle n}-Typen bezeichnet.
Dann ist äquivalent:
- {\displaystyle {\mathcal {T}}} ist {\displaystyle \omega }-kategorisch.
- {\displaystyle S_{n}(T)} ist für alle {\displaystyle n} endlich.
- Bis auf {\displaystyle {\mathcal {T}}}-Äquivalenz gibt es für jedes {\displaystyle n} nur endlich viele Formeln {\displaystyle \phi (x_{1},\ldots ,x_{n}).}

## Weitere Äquivalenzen
Unter den gleichen Voraussetzungen wie beim Satz von Ryll-Nardzewski gilt, dass äquivalent ist:
- {\displaystyle {\mathcal {T}}} ist {\displaystyle \omega }-kategorisch.
- Jedes abzählbare Modell von {\displaystyle {\mathcal {T}}} ist saturiert.

## Beispiele

### Dichte Lineare Ordnung ohne Endpunkte
Sei {\displaystyle M} ein Modell der Theorie der dichten linearen Ordnung ohne Endpunkte und 
{\displaystyle A=\{a_{1},\ldots a_{n}\}\subset M}
und ohne Beschränkung der Allgemeinheit
{\displaystyle i<j\Rightarrow a_{i}<a_{j}}
Ein vollständiger Typ über {\displaystyle A} wird entweder von einer Formel der Form:
{\displaystyle \phi _{j}(x):=x=a_{j}\ (1\leq j\leq n)}
oder der Form
{\displaystyle \phi _{i,j}(x):=a_{i}<x<a_{j}\ (1\leq i<j\leq n)}
erzeugt. Das lässt sich durch Quantorenelimination beweisen.
Die Menge der Typen ist endlich, die Theorie ist also {\displaystyle \omega }-kategorisch.

### Theorie mit unendliche vielen Konstantensymbolen
Die Theorie {\displaystyle {\mathcal {T}}} über der Sprache {\displaystyle \{c_{i}\mid i<\omega \}} mit den Axiomen {\displaystyle \{c_{i}\neq c_{j}\mid i<j\}} hat abzählbar viele vollständige 1-Typen: Die von der Formel {\displaystyle \phi _{i}:=x=c_{i}} erzeugten Typen sind die isolierten Typen, der von der Menge {\displaystyle \{x\neq c_{i}\mid i<\omega \}} erzeugte Typ ist der einzige nicht-isolierte Typ. Die Theorie ist daher nicht {\displaystyle \omega }-kategorisch. (Sie ist aber {\displaystyle \omega _{1}}-kategorisch.)